# Pierre-Gilles de Gennes
Pierre-Gilles de Gennes, francoski fizik in nobelovec, * 24. oktober 1932, Pariz, Francija, † 18. maj 2007, Orsay, Francija.
Gennes je leta 1991 prejel Nobelovo nagrado za fiziko »za odkritje, da se lahko postopki, razviti za preučevanje urejenih pojavov v preprostih sestavih, posplošijo na obsežnejše oblike snovi, še posebej na tekoče kristale in polimere.«